# 振興大樓
振興大樓是位於中華人民共和國上海市黃浦區重庆北路的一幢大樓，共有十八层，為钢筋混凝土结构，占地2597平方米，建筑面积13717.8平方米。該建築由黄浦区住宅办公室、上海市房地产局落实政策办公室投资兴建，上海市民用设计院设计，上海市建一公司107工程队施工。建築於1981年10月动工，1983年12月竣工。大楼名稱來自於振兴中华。